# 윤한도
윤한도(1937년 10월 10일~)는 대한민국의 정치인이다. 제15·16대 국회의원을 지냈으며 제26대 경상남도지사였다.

## 역대 선거 결과
|  | 70.04% |

|  | 63.87% |